# Parque Nacional de Bafing
O Parque Nacional de Bafing fica no sul do Mali. Foi criado em 1 de julho de 2000. Esta área protegida tem 5000 km². O Parque Nacional de Bafing é a única área protegida para chimpanzés na área do planalto de Manding. As florestas dominam a maior parte da paisagem. Tanto o Korofin quanto o Parque Nacional de Wongo (ambos da categoria IUCN: II) são componentes da Biosfera Bafing.